# Pyla-sur-Mer
Pour les articles homonymes, voir Pyla (homonymie).
Pour les articles ayant des titres homophones, voir Pilat (homonymie) et Pila.
Pyla-sur-Mer est une station balnéaire française de l'Atlantique, à l'entrée du bassin d'Arcachon, dans le département de la Gironde et la région Nouvelle-Aquitaine. 
Bien que cette localité soit située administrativement sur le grand territoire de la commune de La Teste-de-Buch, Pyla-sur-Mer est géographiquement plus proche de la ville d'Arcachon, dont elle partage la lisière des quartiers des Abatilles et du Moulleau, et de là s'étend sans rupture d'urbanisation jusqu'au pied de la dune du Pilat. L'artère principale, le boulevard de l'Océan, est bordée de belles villas en front de mer, dont la plus célèbre, Téthys, classée aux monuments historiques, est l'œuvre de l'architecte Roger-Henri Expert.
Elle bénéficie d'une Mairie annexe (La Teste - Pyla) et d'un bureau de poste autonome (code de distribution 33115 Pyla sur Mer). Ses habitants sont appelés Pylatais.
La localité est composée de plusieurs quartiers :
- Bellevue (Haut Moulleau) ;
- L' Hermitage ;
- Pyla Centre ;
- Super-Pyla I et II ;
- Le Vieux-Pilat ;
- Pilat-Plage ;
- La Corniche.

Pyla-sur-Mer est connue pour sa dune (dune du Pilat), la plus haute d'Europe, et pour le banc d'Arguin et sa réserve naturelle nationale, qui marque l'entrée du bassin d'Arcachon. Tout autour de Pyla, s'étend la forêt des Landes de Gascogne. Au sud, sur la route de Biscarrosse-Plage, les belles plages de Petit Nice, la Lagune et la Salie s'ouvrent sur les passes du bassin et sur l’océan Atlantique.

## Histoire
On trouve mention du toponyme « vieil Pile » pour désigner un lieu situé sur à l'entrée du bassin d'Arcachon sur une carte anonyme réalisée vers 1590 intitulée « Bourdelois. Pais de Medoc et de la Prévosté de Born ». Ce toponyme est repris sur une carte éditée sous le même titre vers 1619 par Jean IV Leclerc, puis sur une carte de la côte Aquitaine réalisée vers 1630 par le hollandais Willem Blaeu ; sur ces trois cartes, ce lieu est en vis-à-vis d'un banc de sable nommé « La Pile », situé dans les passes à l'entrée du bassin. Le toponyme « Pila » attribué à ce banc semble être apparu en 1695 sur une carte du géographe italien Giacomo Cantelli. En 1704, Jean-Baptiste Nolin, géographe du Roi, change le toponyme « Vieil Pile » pour en faire « Vieil Pila » sur sa carte « Direction de Bordeaux comprenant la Sénéchaussée de Bordeaux et le Pays de Nouvelle Conqueste ». On retrouve ensuite la mention « bassin du Pila » sur les cartes du XVIIIe siècle pour désigner une échancrure à l'entrée du bassin, notamment sur la carte manuscrite du bassin d'Arcachon de Claude Masse datée de 1708. 
Le créateur de la station du Pyla-sur-Mer est Daniel Meller, propriétaire foncier né à Bordeaux le 14 mai 1863 et décédé à Nice le 29 avril 1944. Lors d'une transaction, il échange avec l'État 463 hectares de terrains achetés pour l'occasion sur le territoire de la commune de La Teste de Buch et les rives du lac de Cazaux contre un peu plus de 143 hectares de forêts domaniales s'étendant du Moulleau à la dune du Sabloney. Cet échange, autorisé par un arrêté préfectoral du 13 novembre 1913, est réalisé le 4 avril 1915. 
La proximité de la grande dune maritime voisine donne à Daniel Meller l'idée d'un nom pour l'entreprise qu'il peut créer. En modifiant quelque peu l'orthographe gasconne communément admise, Pilat, pouvant se traduire par « tas », « monticule » (de sable), il choisit celui du « Pyla » et dès le 2 avril 1917, le cahier des charges de la société civile immobilière de Pyla-sur-Mer est rédigé et déposé. Selon l'article 6, « les pins ou autres arbres de haute tige ne pourront être abattus que sur l'emplacement des constructions à édifier ou des allées à ouvrir ». Ceci est à l'origine de la particularité du Pyla-sur-Mer : « la ville dans la forêt ».
En 1928 intervient un second aménageur, Louis Gaume, plombier-zingueur arrivé à Arcachon en 1911. Il s'associe avec Meller, les deux hommes ambitionnant de faire d’Arcachon et de Pyla des lieux de villégiature sur le modèle de Biarritz. Ils développent ainsi le concept « d'une ville sous les pins ». Gaume crée à son tour en 1920 une Société du Pilat-Plage qui construit des « villas Gaume » sur mesure et de standing, et des hôtels luxueux. Le quartier du Pilat-Plage va se construire dans le prolongement du Pyla-sur-Mer. Dans les contrats de vente de terrains qu'il propose, Louis Gaume s'impose comme bâtisseur exclusif. Rapidement il construit des villas de plus en plus soignées, d'un style basco-landais largement inspiré de certaines constructions locales et du Pays basque.
Les conditions économiques du temps de guerre et son classement en « zone interdite » par l'occupant allemand ont stoppé, de 1940 à 1944, toute nouvelle construction. Dans certains endroits on a eu ensuite à procéder à des opérations de déminage. Ce n'est qu'à partir de 1950 que l'Entreprise Louis Gaume se dote d'ateliers complets de charpente, de menuiserie et de chauffage central. Son fils, Jacques Gaume (1920-2001), poursuit son œuvre, avant de confier les rênes de l'entreprise à ses fils Laurent puis Louis Gaume. En moins d’un siècle, le groupe Gaume a construit près de 4 000 villas sur le bassin d'Arcachon,.

## Personnalités liées à la station ou y ayant résidé
- Annabella, actrice (1907-1996) y fit construire une villa et y résida[5]
- Manuel Azaña (1880-1940), dernier président de la  République espagnole, en exil après la guerre civile de décembre 1939 à juin 1940 avec son épouse Dolores Rivas Cherif (1904-1993)
- Cipriano Rivas Cherif (1891-1967), metteur en scène espagnol arrêté à Pyla-sur-Mer par la Gestapo en 1940 et livré aux autorités franquistes[6]
- Jean Pierre-Bloch (1907-1999), ancien résistant, homme politique
- Georges Gusdorf (1912-2000), philosophe
- Enrique de Rivas (1931-2021), poète hispano-mexicain
- Jacques Rigaud (1932-2012), haut fonctionnaire, président de RTL
- Nicolas Beytout (1956), journaliste politique
- Bernard Montiel (1957), animateur
- Olivier Marchal (1958), acteur et réalisateur
- Denis Charvet (1962), joueur de rugby à XV
- Jean-Pierre Papin (1963), joueur et entraineur de football

## Patrimoine
La Villa Geneste réalisée en 1967 par l'atelier d'architecture Salier Lajus Courtois Sadirac.
Les villas Téthys (inscrite MH), Canope, Lyside construites entre 1924 et 1930 par Roger Henri Expert, tout comme Vert Logis et Kypris au Moulleau tout proche (Arcachon).
L'hôtel Ha(a)ïtza dans un bâtiment créé en 1930, rénové en 2016, décoré par Philippe Starck. Il est la propriété de William Téchoueyres, comme l'hôtel La Co(o)rniche tout proche.

## Entretien des plages
Tous les trois ans un bateau utilisant la technique dite de l'arc-en-ciel projette sur les plages du Pyla 150 000 m3 de sable pris sur les haut-fonds. Le coût pour 2007 est de 450 000 €. Ces plages sont soumises à des dégradations à la suite des intempéries, des marées et du ressac de l'océan.